# Andy Fraser
Andy Fraser, geboren als Andrew McLan Fraser (3 juli 1952 – 16 maart 2015), was een Engelse bassist en songwriter. Hij was mede-oprichter van Free op 15-jarige leeftijd in 1968, samen met zanger Paul Rodgers, gitarist Paul Kossoff en drummer Simon Kirke. Zijn carrière omspande een periode van meer dan 40 jaar. In 2015 overleed hij in zijn huis in Californië.

## Free (1968-1972)
Van 1968 tot 1972 speelde Fraser in Free, met een onderbreking in 1971 toen de band uit elkaar was en Fraser een trio genaamd Toby vormde met gitarist Adrian Fisher en drummer Stan Speake. Er werd wel materiaal opgenomen, maar geen album uitgebracht. In 1972 na het vijfde studioalbum Free at last verliet Fraser de band Free definitief.

## Sharks (1972-1973)
Na zijn vertrek uit Free richtte Fraser de band Sharks op samen met zanger Snips, gitarist Chris Spedding en drummer Marty Simon. In 1973 brachten ze hun debuutalbum First Water uit, dat goed werd ontvangen. Desondanks verliet Fraser ook deze band.

## Andy Fraser Band (1973-1975)
Frasers volgende band werd vernoemd naar hem en had als medeleden drummer Kim Turner en keyboardspeler Nick Judd. Ze brachten twee albums uit in 1975: Andy Fraser Band en In Your Eyes. Ook deze band werd daarna weer opgeheven.

## Songwriter (vanaf 1975)
Vanaf 1975 begon Fraser voor andere artiesten te schrijven. Zo schreef hij nummers voor o.a. Robert Palmer (Every Kinda People), Joe Cocker (Sweet Little Woman) en Chaka Khan (Any Old Sunday). Every Kinda People dat Fraser schreef voor Robert Palmer werd een grote hit. Hij heeft ook enkele nummers geschreven met de schotse zanger  Frankie Miller. waaronder Be good to yourself'.

## Discografie (albums)
Free
- Tons of Sobs (1969)
- Free (1969)
- Fire and Water (1970)
- Highway (1970)
- Free "Live" (1971)
- Free at last (1972)

Sharks
- First Water (1973)

Andy Fraser Band
- Andy Fraser Band (1975)
- ... In Your Eyes (1975)

Solo
- Fine Fine Line (1984)
- Naked and Finally Free (2005)

- Bibsys: 5076105
- Biblioteca Nacional de España: XX932856
- Bibliothèque nationale de France: cb13894141n (data)
- Gemeinsame Normdatei: 134377206
- International Standard Name Identifier: 0000 0001 1446 4824
- Library of Congress Control Number: n94064819
- MusicBrainz: 80d52dce-c242-4367-8ccb-0d3abb7b956c
- Nationale Bibliotheek van Tsjechië: xx0072240
- Système universitaire de documentation: 158361466
- Virtual International Authority File: 65221171
- WorldCat: E39PBJwXbPy8MxjhX778C86xjC